# Vitale Barberis Canonico
Vitale Barberis Canonico è un'azienda manifatturiera di tessuti in lana per l'abbigliamento maschile con sede a Pratrivero in provincia di Biella.

## Storia

### Fondazione
Mentre sono state suggerite varie date, le date effettive di incorporazione sono del 1958 per la società Lanificio Vitale Barberis Canonico e 1980 per la società Vitale Barberis Canonico.

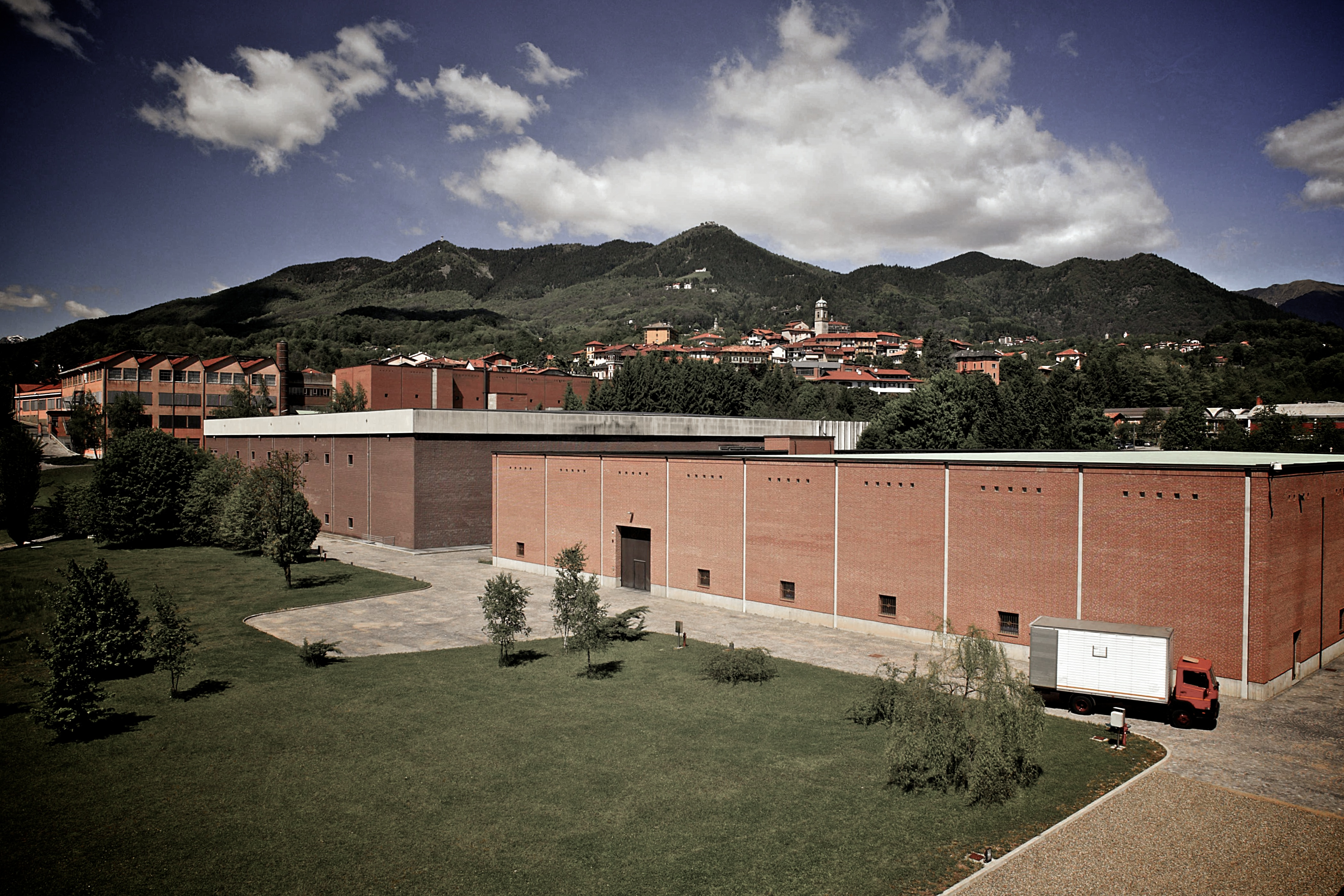
Sede dell'azienda a Pratrivero

### Gli anni '50 e il boom economico
Nel 1956 il fatturato è più che raddoppiato grazie alla costruzione di nuovi impianti e al costante aggiornamento tecnologico che innalzano il livello qualitativo e consolidano sui maggiori mercati internazionali un'immagine di prestigio. A Vitale, scomparso nel 1970, succedono i figli Alberto e Luciano. Ben presto l'azienda supera i due miliardi di lire di fatturato con una produzione di circa 635.000 metri di tessuto di cui la metà destinati all'esportazione prevalentemente in paesi europei come Francia, Germania e Paesi Bassi. 

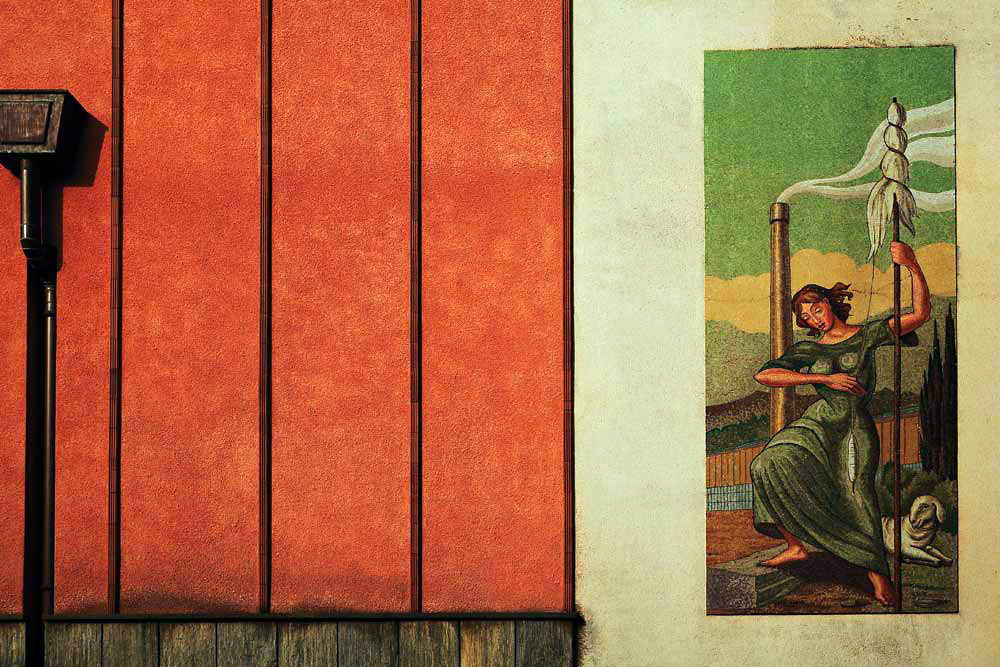
Facciata del lanificio Vitale Barberis Canonico realizzata dall'Arch. Otto Maraini

### Il passaggio a società per azioni
Nel 1971 l'azienda diventa società per azioni e i due fratelli si dividono i campi d'azione: Alberto, classe 1939, laureato in ingegneria meccanica al Politecnico di Milano, diventa uno dei maggiori esperti di lana recandosi due volte all'anno in Australia; Luciano, classe 1941, laurea in economia e commercio alla Bocconi, realizza una rete di vendita diffusa portando l'export a rappresentare il 75% del fatturato. Si vendono tessuti Barberis Canonico anche in Cina.

### La nuova generazione al timone
Dal 2010, dopo il ritiro di Alberto e Luciano, al timone della società arriva una nuova generazione, la tredicesima nella lunga storia dei Barberis Canonico: Alessandro, classe 1967, figlio di Alberto, diventa amministratore delegato, mentre Francesco, classe 1972, figlio di Luciano, è direttore creativo dell'azienda. In azienda lavora, occupandosi di marketing, anche Lucia, figlia di una sorella di Alberto e Luciano.
Nel 2012 il lanificio è stato scelto dal marchio Ferrari per il progetto "tailor-made", che prevede la possibilità di personalizzare la propria vettura con tessuti Vitale Barberis Canonico. Nel 2013, anno del 350º anniversario di attività laniera della famiglia Barberis Canonico, il lanificio è diventato membro di Gli Henokiens, l'associazione internazionale riservata alle aziende famigliari con almeno duecento anni di storia.
Nel 2016 la società, che ha aperto un archivio storico per i tessuti di tendenza dall'800 in poi, esporta l'80% dei 9 milioni di metri prodotti all'anno.